# Giovanni Ferrero (predicatore)
Giovanni Ferrero (Torino, 1817 – Australia, 8 marzo 1903) è stato un predicatore italiano naturalizzato australiano.

## Biografia
Nato a Torino nel 1817 circa, figlio del commerciante Vittore Ferrero, diventa sacerdote cattolico, probabilmente francescano, e completa i suoi studi biblici all'università di Torino e di Genova. Convertito in seguito alle idee del Protestantesimo svolge il ministero pastorale prima a Londra e poi in Australia.

### La crisi spirituale
Ha una forte crisi spirituale nel 1852 e prende contatto con il pastore valdese Jean Pierre Meille, che aveva stabilito una chiesa valdese di lingua italiana a Torino due anni prima (i Valdesi erano sempre stati prevalentemente di lingua francese). Questi persuade il Ferrero a lasciare la Chiesa cattolica-romana.
Il Ferrero non solo mette in questione le dottrine tipiche del Cattolicesimo romano, ma non riesce più né a comprendere né a tollerare nemmeno la politica pontificia del tempo. Il Papato, infatti, essendo interessato a difendere il suo potere temporale, non era più interessato ad appoggiare la lotta per l'unità d'Italia (come sembrava all'inizio del Pontificato di Papa Pio IX che per il Ferrero era diventata imprescindibile. Per molti come Ferrero, la difesa del Papato significava pure l'accettazione del dominio oppressivo dell'Austria nell'Italia del nord. Il Cattolicesimo romano, inoltre avversava il Protestantesimo pure considerato sinonimo di liberalismo e di progressismo sociale e politico.
Il Ferrero, così, abbandona il suo ministero di sacerdote e lascia Torino stessa il 20 ottobre 1852 per recarsi in Francia, perché lontano dai parenti, diceva, si sentiva più libero di abbandonare la Chiesa romana. In Francia incontra l'evangelico Jouard sposato con una Pons, valdese, che lo accoglie a Puligny (Chagny) e lo raccomanda a Abraham-Samuel-Henri Jaquet. che lo accoglie all'istituto di Glay, legato alla Société des Missions de Bâle e ai circoli pietisti e darbisti.

### L'opera del Ferrero a Londra
Dalla Svizzera raggiunge Londra il 29 aprile 1853, invitato da una società missionaria evangelica di recente formazione per evangelizzare gli italiani di quella città. È la domenica 1º maggio 1853: egli comincia la sua missione molto intensa nella cappella evangelica italiana e di visite di casa in casa.
Scrive nell'Eco di savonarola: “Ho dai 5 ai seimila italiani da evangelizzare: la mia missione è faticosa e difficile. Ma Iddio me la diede, Iddio è mia forza per sostenerla… Non ho cercato di venire a Londra, vi fui chiamato…”.
A Londra aderisce alla chiesa evangelica italiana stabilita dal gruppo di Salvore Ferretti, Camillo Mapei ed altri ex-preti che come lui avevano abbracciato il Protestantesimo e le idee del Risorgimento italiano. Entra pure in contatto con l'anziano e rispettato studioso, poeta ed evangelico Gabriele Rossetti, che aveva contribuito, come farà lo stesso Ferrero al suo arrivo a Londra, al periodico "L'Eco di Savonarola", pubblicato dal Ferretti e dal Mapei fra il 1847 e il 1860.
Per diversi mesi è ospitato e nutrito dal generoso Ferretti perché la società missionaria inglese, che pure lo aveva chiamato, era priva di fondi.
Egli stesso scrive: “Non ho stipendio certo per vivere, è da tre mesi che sono a Londra, e lavoro, non ho ricevuto un centesimo! Ma ho vissuto a carico del Ferretti, e non so quando potrò saldare con lui i miei debiti".
Nell'estate del 1853 il Ferrero scrive:
“Da quasi tre mesi combatto le sante battaglie del Signore, annunciando la legge di grazia di casa in casa, per le vie e per le piazze, sui bastimenti, nelle taverne ad ogni ora del giorno, e predicando la domenica nella cappella di Newman Street. In quest'ultima convengono una cinquantina d'Italiani ed altrettanti inglesi che si intendono del nostro dolce idioma. Nelle vie catechizzo i figuristi di Lucca, e gli organari, sui bastimenti colgo i marinai, nelle taverne quei scioperati italiani che vivono di furto e di scroccherei. Non passa giorno che sia senza azione per l'opera di Dio, e grazie a lui il mio giornale contiene il nome d'una ventina di persone che non sono indifferenti alla parola del Signore. Oltr'a ciò evangelizzo col mezzo della corrispondenza, della stampa, e distribuendo gratis bibbie e trattati. Se sapeste, o caro, qual è l'ignoranza, in materia religiosa, degli italiani residenti a Londra, voi piangereste per il dolore. V'hanno tra i figuranti, gli organari e gli operai 4 quinti che ignorano le nozioni più comuni e volgari del Vangelo. Ne ho trovato due su cento che sappiano i comandamenti di Dio; e due su cento nessuno che l'intenda. Questi infelici usano (andare) alla cappella sarda, dove si predica con la retorica della calunnia e dove l'ordinario oggetto dei discorsi papisti è la maldicenza e l'invettiva contro i professori del Vangelo. Da ciò potete figurarvi che i poverini bestemmiano ciò che ignorano, e ci vuole nel missionario tutta la fiducia in Dio per camminare con coraggio sulla faticosa via dell'evangelizzazione” (Moe, lettera del 25.7.1853 al Meille).
Il pastore Meille gli propone, nella difficile estate del 1853, di tornare a Torino ed aiutarlo nell'opera evangelica che si andava rapidamente sviluppando nel Piemonte. La sua situazione economica sarebbe migliorata. Si sarebbe trovato vicino alla famiglia, avrebbe ricevuto uno stipendio regolare e svolto l'attività gradita di evangelista in patria.
Il Ferrero, però, rispondeva: “Lo so che l'Italia vuole essere evangelizzata in Italia ma ditemi, avreste il coraggio di abbandonare circa seimila italiani e lasciarli senza un braccio amico che loro dia la spinta per gettarli nella piscina prodigiosa che guarisce le piaghe dell'anima loro?".
“Ho nessun vantaggio temporale che mi inviti a stare qui: vedete il clima, i costumi inglesi, le prevenzioni dei cristiani sul conto degli ex-preti italiani, le opposizioni dei liberali e dei papisti, un comitato nascente che non ha un centesimo, le distanze enormi, e mille altre considerazioni mi provano che se meglio sarebbe rimpatriare, ciò sarebbe secondo la carne; ma star fermo al mio posto è secondo lo Spirito di Dio” (Moe, lettera del 25.7..1853)
Un'altra ragione, non secondaria, per rimanere a Londra era senza dubbio il suo fidanzamento con una donna inglese, Anne Burke che sposa nel comune di Hackney, Middlesex, il 6 settembre del 1853. Sul certificato di matrimonio registra la sua professione come "Professore di filosofia".
Poi scrive: “Ho ripigliato il corso della predicazione del Vangelo nella cappella di Cromer Street che mi fu concessa dal rev. Bapt. Noel. Alla mattina della domenica do lezioni di lettura a poveri organari, figurasti ed artigiani. Alle 4 pomeridiane il servizio religioso. E ogni mercoledì lettura e meditazione della Bibbia, alla cui riunione intervengono molti distinti italiani che desiderano sinceramente l'istruzione della S. Parola. La riunione di ieri, in cui si meditò il primo capo di S. Giovanni… durò due ore e mezzo: per mantenere l'ordine, e per evitare ogni sospetto di clericale ambizione, ho stabilito che la riunione abbia un presidente, il quale deve cambiarsi ad ogni riunione. Tutti coloro che vengono possono, a loro turno, presiedere, purché ubbidiscano al programma della conferenza, il quale non ha altro scopo che la meditazione della S. Parola, e paragonare le umane religioni con la S. Scrittura… Nei giorni feriali ho altre riunioni a cielo aperto… Leggo loro il Vangelo, glielo inviluppo qualche volta colla cristiana facezia, uso molti parabolani ed allegorie, comincio la predicazione alle volte con lo scherzo eccitandoli ad ilarità e li lascio sempre con qualche spina salutare nel cuore. In molte case sono ricevuto con disprezzo, e rimandato con villania, in alcune con indifferenza, in pochissime con desiderio. Schivo quanto posso di intrar in controversia: l'accetto quando me la presentano: in tre famiglie ho dimandato il permesso di pregare, me lo concessero un giorno per cortesia e curiosità: Ora quando ritorno, prima di lasciarli, mi dicono: Non volete farci una buona preghiera? I preti romani ogni domenica mi danno un colpo d'aspersorio sul capo: ma essi mi servono a meraviglia, non fanno che eccitare il desiderio di vedermi e udirvi"… (Moe, ottobre/novembre 1853).
La sua situazione economica rimaneva difficile: “Talora, dopo 4 o 5 ore di cammino vengo a casa stanco ed affamato e non ho di che sfamarmi! In compenso ho buona salute e una moglie che scherza sopra ogni mancanza”.

### L'ulteriore avvicinamento ai gruppi darbisti
Nel 1855 sembra essersi distaccato dalla comunità dei "Savonaroliani" al punto che quando Jean Pierre Meille visita gli evangelici di Londra, questi rifiuta di vedere il Ferrero, accusandolo di avere abbracciato senza discernimento il movimento dei Fratelli di Plymouth. Si diceva, infatti, che questi lo avessero "comprato" con lusinghe finanziarie. Non era vero. La simpatia del Ferrero verso i "fratelli" già risaliva ai tempi del suo soggiorno in Svizzera nei circoli "risvegliati". La sua tendenza filodarbista appare evidente anche nel modo in cui organizzava le riunioni edificative, lasciando che i fratelli presiedessero a turno, come del resto era consuetudine fra i savonaroliani.
Il Ferrero si difende con indignazione dalle diffamazioni che vengono diffuse sul suo conto, avendo sempre accettato di vivere una vita molto semplice, coerente con le sue persuasioni e umile, in totale consacrazione alla causa dell'Evangelo.
Il fatto che il Ferrero avesse la cappella in Cromer Street dal pastore B. W. Noel, battista da cinque anni e che non dice nulla di un suo lavoro con i savonaroliani, lascia intravedere il suo distanziamento da quel gruppo oppure anche la sua dipendenza dalla società missionaria che lo aveva chiamato a Londra ed aveva tanto stentato di dargli un salario.
Il Ferrero sviluppa un atteggiamento critico dei protestanti italiani e inglesi: “Se volessi corteggiare i papi protestanti, se volessi accettare quell'ironia di Cristianesimo che si pratica nei salons di Londra, ed incensare questo Lord, adulare quella Lady, gridare, urlare, spropositare contro Roma, vantare martirio e subite persecuzioni… potrei avere le tasche piene d'oro… Saprei anch'io imitare i Gavazzi, gli Achilli ed i Ciocci; ma Dio è troppo bello per posporlo al mondo…”. [Lettera di un sacerdote torinese intorno alla sua conversione al Vangelo, Torino 1854].

### La famiglia
Per i prossimi 20 anni i coniugi Ferrero generano almeno 14 figli, non tutti, pero, sopravvivono. I nomi di questi bambini testimoniano delle sue persuasioni protestanti: Paleario (da Aonio Paleario), Lutero, Wycliffe, Diodati, Zwingli, Melantone.
Non si sa quanto a lungo Ferrero e la sua famiglia rimangano a Londra. Essendo in condizioni economiche molto disagiate, probabilmente e in questo periodo che comincia a dare lezioni di italiano presso famiglie benestanti inglesi, tanto quanto altri pure avevano fatto. I suoi movimenti nei 15 anni successivi non sono stati registrati.
Nell'autunno del 1855 scrive: “Ho 48 lire all'anno… Non ho mai avuto altro che per vivere di settimana in settimana, e ben sovente di dì in dì solamente… Non ho mai avuto a mia disposizione tre lire… La mia salute è in felicissima: sono attaccato al petto: mia moglie pure non è robusta… I bambini sono floridissimi. Paleario è nel 16 mese, e parla con me italiano, e colla madre inglese. Lutero non fa che dormire, mangiare e vagire: egli ha 10 settimane”.
Era divenuto tisico per le privazioni predicando l'Evangelo in terra d'esilio. Sapeva di essere disprezzato come prete per la cattiva testimonianza di altri ex preti, per questo insiste sulla necessità della conversione a Cristo dei sacerdoti che lasciano la Chiesa di Roma, perché “un prete veramente convertito è nelle mani di Dio come un apostolo per la redenzione di un popolo intero e… mille apostati non fanno che milioni di increduli!”.
La documentazione disponibile mostra come nei primi anni del 1870 egli viva nel nord dell'Inghilterra, nella contea di Durham, dove aveva stabilito un "Istituto Linguistico di Italiano, Francese, Spagnolo e Latino". Un volantino pubblicitario del periodo mostra il suo indirizzo al 213 di Newport Road, Middlebrough, dove egli offre agli studenti dei paesi della contea, insegnamento individuale o di gruppo ed un "accordo speciale" per le scuole. Il volantino contiene referenze firmate da ex allievi, incluso un Decano, un Vicario, un Canonico, e un fiduciario d'università in appoggio alle sue capacità di insegnare italiano. Ferrero, essi dicono, ha "grande intelligenza" ed e "molto familiare con Dante". "I suoi metodi sembrano ... bene adatti a dare agli allievi non semplicemente una conoscenza letteraria, ma anche una familiarità conversazionale e pratica con la lingua ... tanto che coloro che si sono recati in Italia, dopo sole poche lezioni, sono stati capaci di 'comprendere quasi tutto veniva loro detto'". Un tale successo, però, non sembra essere soddisfacente o durevole tant'è vero che ora seriamente considera di emigrare altrove.

### L'Australia
Il 24 febbraio 1878 Ferrero, sua moglie e otto dei suoi figli lasciano Londra sull'Argonauta diretti in Australia.
Il Registro di bordo riporta che arrivano a Porto Adelaide l'8 giugno Giovanni ed Anna Ferrero, i figli Lutero, Melantone, Wycliffe e Diodati, le figlie Anni, Graziadei, Sarina ed Emma. La lista dei passeggeri include anche cinque uomini di chiesa, così e possibile che il Ferrero fosse stato invitato ad emigrare con il gruppo.
È certo, però, che nei mesi seguenti, egli ancora abbia continuato la sua missione evangelica come predicatore e scrittore. Nel Novembre successivo egli predica ad una comunità di 200 persone nella Church of Christ di Chapel Street a Norwood, una zona di forte immigrazione italiana. Nel settembre 1879 fa una serie di conferenze alla Christian Chapel di Bentham Street, Adelaide, intitolate: "L'esperienza del signor Giovanni Ferrero nella Chiesa di Roma" e "La presente dispensazione". Nell'aprile del 1880, come ministro di religione a Norwood, gli e concesso l'autorizzazione a celebrare matrimoni.
Nell'ottobre sono pubblicati due suoi articoli nel The Christian Colonist sul tema: "Osservazioni storiche e scritturali sulle indulgenze" e "Parallelismo fra apologeti pagani e papali". In essi egli attacca il papato altrettanto duramente di quanto aveva fatto un quarto di secolo prima a Londra. In Australia, in ogni caso, egli continua la sua attività di insegnante e di predicatore, anche se questa non gli permettono di vivere se non integrandola insegnando privatamente italiano, francese o latino.
Dopo aver vissuto inizialmente ad Adelaide, nel 1881 i Ferrero si trasferiscono a Norwood e, fra il 1885 e il 1887 a Kensington. A Norwood egli diventa pastore della Church of Christ, Chapel Street, dove contribuisce ad un forte risveglio spirituale.
Nel 1888 si trasferiscono a Kent Town e poi (1890/99) a Parkside. Fra il 1901 e il 1903 vive a Maylands.
Sul suo certificato di morte (8 marzo 1903) la sua famiglia fa scrivere accanto al suo nome "Ministro dell'Evangelo", un titolo appropriato per un uomo come il Ferrero che aveva dedicato tutta la sua vita con sincerità ed abnegazione, alla causa dell'Evangelo.

## Opere
- The Arch of Titus at Rome, London, W.H. Broom.
- The Dying Monk: A Narrative of Fact, London, W.H. Broom and Rouse.